# Festival d'échecs Grenke
Le festival d'échecs Grenke est une compétition d'échecs, sponsorisée par Grenkeleasing AG (Grenke), composée d'un tournoi fermé (sur invitation), le Grenke Chess Classic, et de tournois open. Il se déroule depuis 2013 dans les villes allemandes  de Baden-Baden et Karlsruhe. Le tournoi de grands maîtres existe depuis 2013 mais l'open n'a débuté qu'en 2016, année où il n'y eut pas de tournoi fermé organisé.

## Organisation
Depuis, le tournoi est organisé  habituellement au printemps.
Après une interruption de 4 ans (entre 2020 et 2023), l'édition de 2024 est un tournoi d'échecs rapides à la cadence de 45 minutes plus 10 secondes d'incrément.

## Palmarès des tournoisChess Classic
| Édition Année | Édition Année | Dates        | Vainqueur Marque                        | Deuxième(s)                    | Troisième(s)                            | Quatrième(s)                                        | Cinquième(s)                                  | Joueurs |
| ------------- | ------------- | ------------ | --------------------------------------- | ------------------------------ | --------------------------------------- | --------------------------------------------------- | --------------------------------------------- | ------- |
| 1             | 2013          | 7-13 février | Viswanathan Anand 6,5 / 10              | Fabiano Caruana                | Georg Meier                             | Michael Adams                                       | Arkadij Naiditsch                             | 6       |
| 2             | 2014          | septembre    | Arkadij Naiditsch 5 / 7                 | David Baramidze                | Daniel Fridman                          | Liviu-Dieter Nisipeanu Matthias Blübaum Georg Meier |                                               | 8       |
| 3             | 2015          | février      | Magnus Carlsen Arkadi Naiditsch 4,5 / 7 |                                | Michael Adams Fabiano Caruana           |                                                     | Levon Aronian Étienne Bacrot                  | 8       |
| 4             | 2017          | avril        | Levon Aronian 5,5 / 7                   | Fabiano Caruana Magnus Carlsen |                                         | Arkadij Naiditsch Hou Yifan Maxime Vachier-Lagrave  |                                               | 8       |
| 5             | 2018          | avril        | Fabiano Caruana 6,5 / 9                 | Magnus Carlsen                 | Maxime Vachier-Lagrave Nikita Vitiougov |                                                     | Levon Aronian                                 | 10      |
| 6             | 2019          | avril        | Magnus Carlsen 7,5 / 9                  | Fabiano Caruana                | Arkadi Naiditsch                        | Maxime Vachier-Lagrave                              | Levon Aronian Peter Svidler Viswanathan Anand | 10      |
| 7             | 2024          | mars-avril   | Magnus Carlsen 7 / 10                   | Richard Rapport                | Maxime Vachier-Lagrave                  | Vincent Keymer                                      | Ding Liren (6e : Daniel Fridman)              | 6       |

### Multiples vainqueurs du tournoi de grands maîtres
2 titres
- Magnus Carlsen (en 2015 et 2019)
- Arkadij Naiditsch (en 2014 et 2015)

### Première édition (février 2013): Anand
La première édition du Grenke Classic, organisée du 7 au 17 février 2013, fut un tournoi à deux tours avec six joueurs dont trois Allemands (Meier, Naiditsch et Fridman).
1. Viswanathan Anand : 6,5 / 10
2. Fabiano Caruana : 6 / 10
3.-4. Georg Meier et  Michael Adams : 5 / 10
5. Arkadij Naiditsch : 4 / 10
6.  Daniel Fridman : 3,5 / 10
En 2013 il fut également organisé un tournoi open (système suisse) en neuf rondes, remporté par Étienne Bacrot (7/9) devant Parimarjan Negi (6,5), Rubén Felgaer (6,5) et Tornike Sanikidze (6,5).

### Deuxième édition (2014, tournoi national): Naiditsch
La deuxième édition du Grenke Classic, disputée en septembre 2014, était un tournoi toutes rondes avec huit joueurs allemands. Le tournoi est remporté par le numéro un allemand Arkadij Naiditsch devant David Baramidze.

### Troisième édition (février 2015): Carlsen
La troisième édition, organisée du 2 au 9 février 2015, avait huit joueurs dont les numéros un et deux mondiaux (Carlsen et Caruana), ainsi que Anand, Aronian, Adams, Bacrot et les deux premiers de l'édition de 2014 (Naiditsch et Baramidze).
1.-2. Magnus Carlsen et Arkadij Naiditsch : 4,5 / 7
3.-4. Michael Adams et Fabiano Caruana : 4 / 7
5.-6. Levon Aronian et Étienne Bacrot : 3,5 / 7
7. Viswanathan Anand : 2,5 / 7
8. David Baramidze : 1,5 / 7
Magnus Carlsen remporte le tournoi de 2015 après un mini-match de départage en parties blitz et rapide contre Naiditsch.

### Grenke Chess Open (2016)
Pour l'édition 2016, le tournoi est déplacé dans la ville de Karlsruhe. Trois opens y sont organisés, pour un total de 959 joueurs. Matthias Blübaum remporte l'open A.

### Quatrième édition (avril 2017): Aronian
En 2017, le tournoi était organisé du 15 au 22 avril. Les rondes 1 à 3 avaient lieu à Karlsruhe et les rondes 4 à 7 à Baden-Baden.
1. Levon Aronian : 5,5 / 7
2.-3. Fabiano Caruana et Magnus Carlsen : 4 / 7
4.-6. Arkadij Naiditsch, Hou Yifan et Maxime Vachier-Lagrave : 3,5 / 7
7.-8. Georg Meier et Matthias Blübaum : 2,5 / 7

### Cinquième édition (avril 2018): Caruana
En 2018, le tournoi était organisé en neuf rondes du 31 mars au 9 avril.
1. Fabiano Caruana : 6,5 / 9
2. Magnus carlsen : 5,5 / 9
3-5. Maxime Vachier-Lagrave, Nikita Vitiougov et Levon Aronian : 5 / 9
6. Mathias Blübaum : 4,5 / 9
7-9. Arkadij Naiditsch, Viswanathan Anand et Hou Yifan 3,5 / 9
10. Georg Meier 3 / 9

### Sixième édition (avril 2019): Carlsen
1. Magnus carlsen : 7,5 / 9
2. Fabiano Caruana : 6 / 9

## Palmarès de l'open  Grenke
- 2016 : Matthias Blübaum (1er au départage), Vladimir Fedosseïev, Nikita Vitiougov, Miloš Perunović, Ni Hua, Francisco Vallejo Pons
- 2017 : Nikita Vitiougov (1er au départage), Maksim Matlakov, Étienne Bacrot, Zdenko Kožul
- 2018 : Vincent Keymer (8 / 9)
- 2019 : Daniel Fridman (1er au départage), Anton Korobov, Andreas Heimann, Samvel Ter-Sahakian, D. Gukesh, Mathias Blûbaum, Alexander Donchenko, Tamás Bánusz
- 2024 : Hans Niemann (8 / 9)